# Тусті (Вільянді)
Ту́сті (ест. Tusti küla) — село в Естонії, у волості Вільянді повіту Вільяндімаа.

## Населення
Чисельність населення на 31 грудня 2011 року становила 120 осіб.

## Історія
З 7 травня 1992 до 5 листопада 2013 року село входило до складу волості Війратсі.

## Пам'ятки
- Миза Тусті (Tusti mõis). Пам'ятки архітектури, що розташовані в маєтку:
  - Головна будівля[2]
  - Парк[3]
  - Кузня[4]
  - Допоміжна будівля[5]

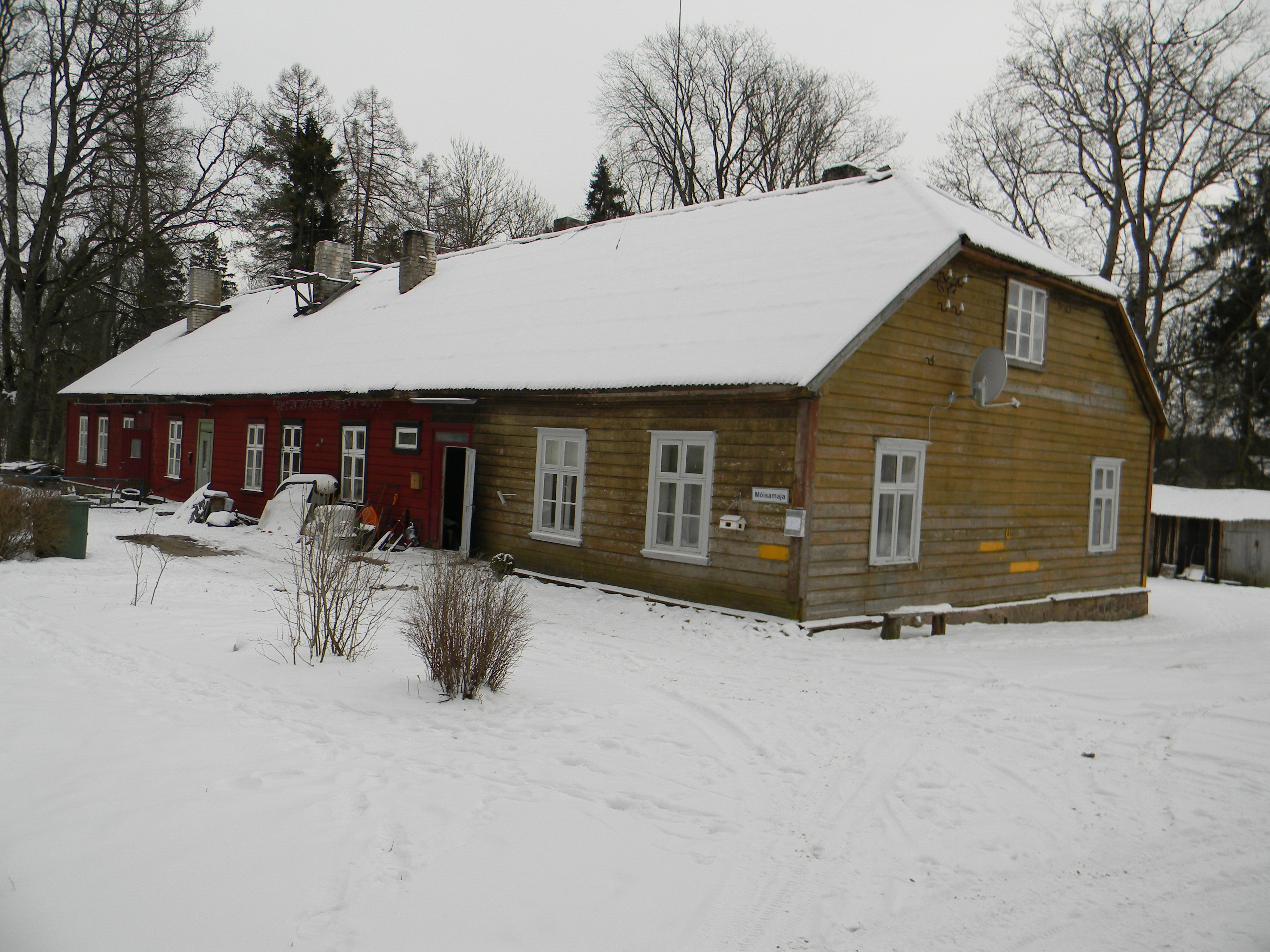
Головна будівля мизи
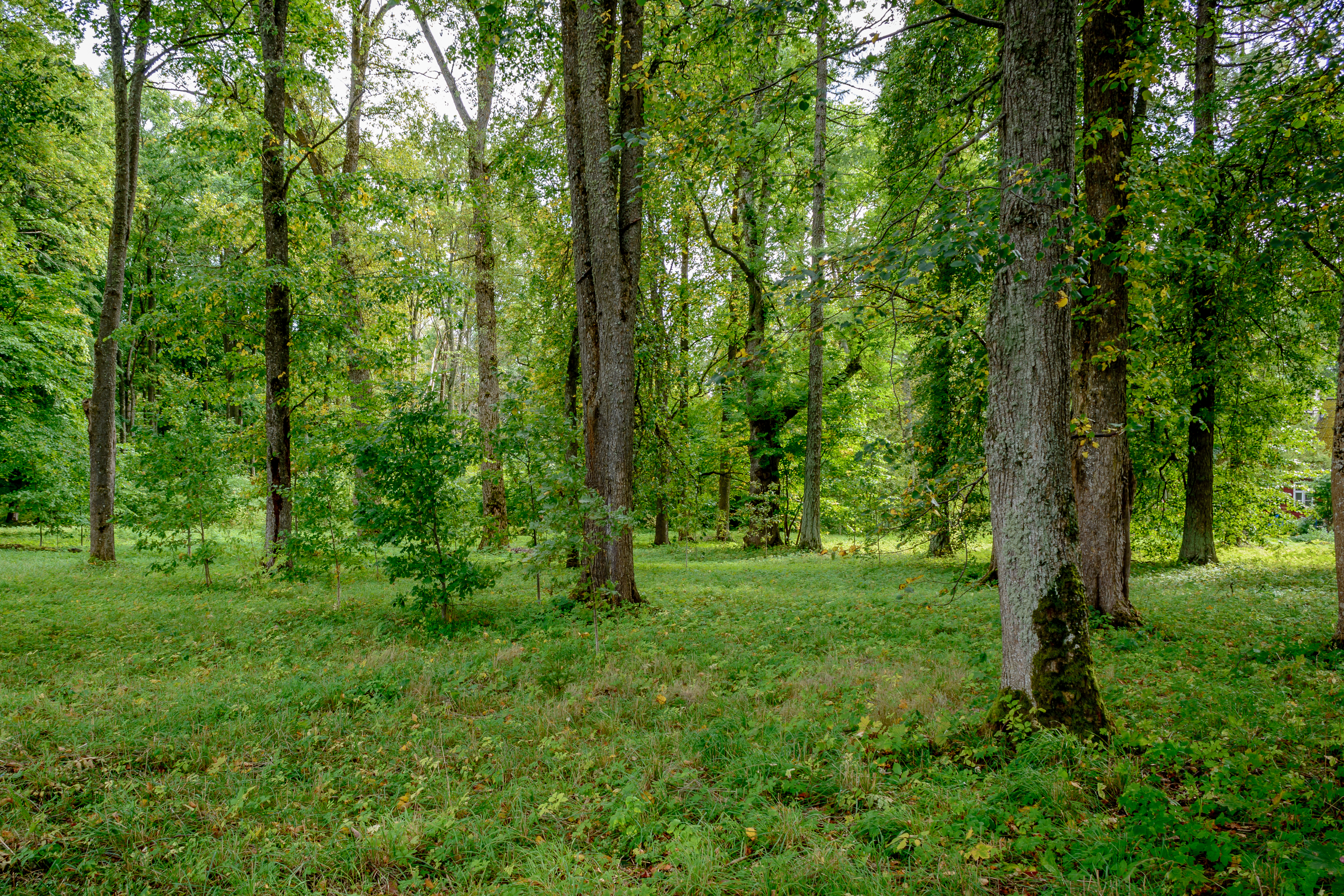
Парк мизи
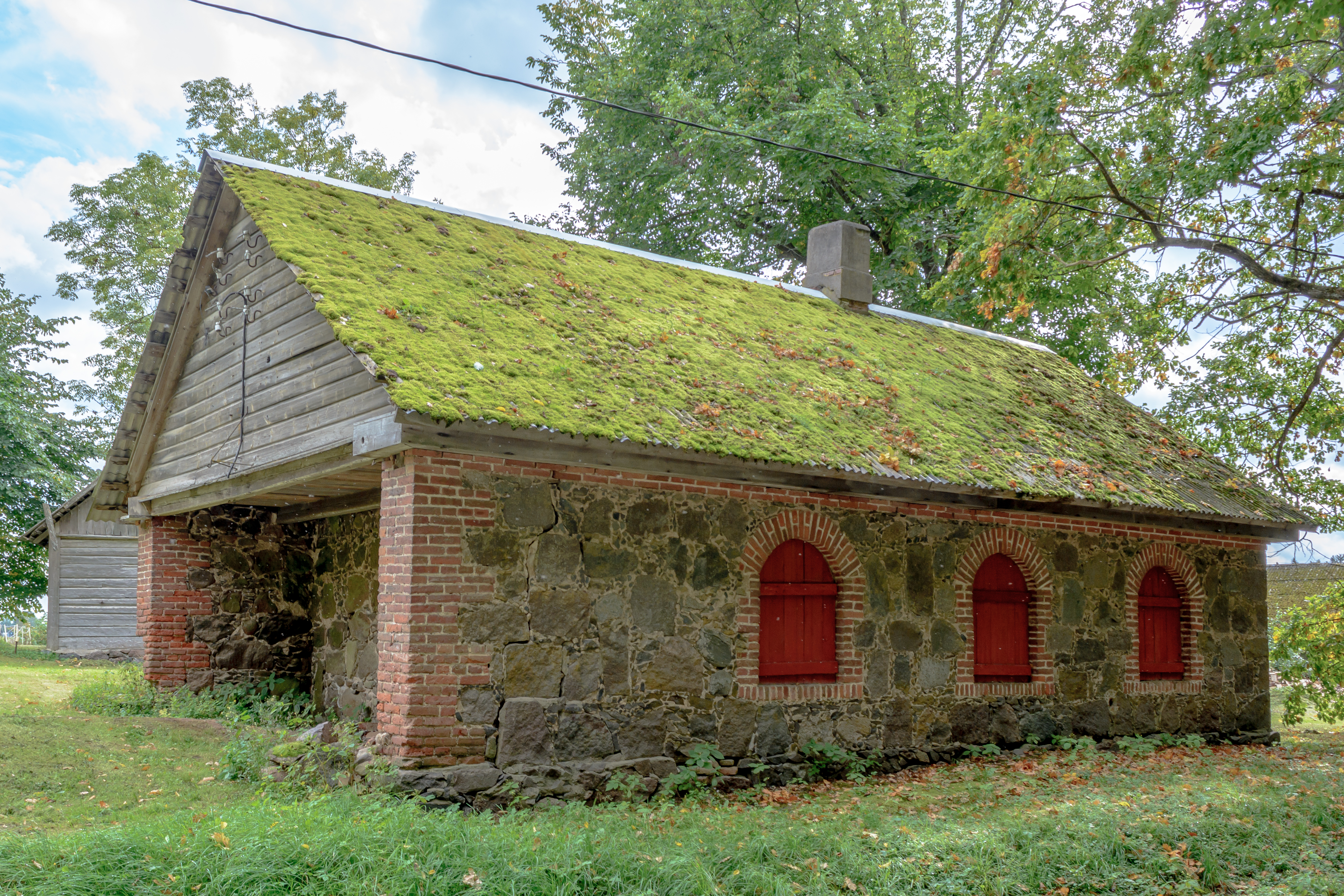
Кузня мизи
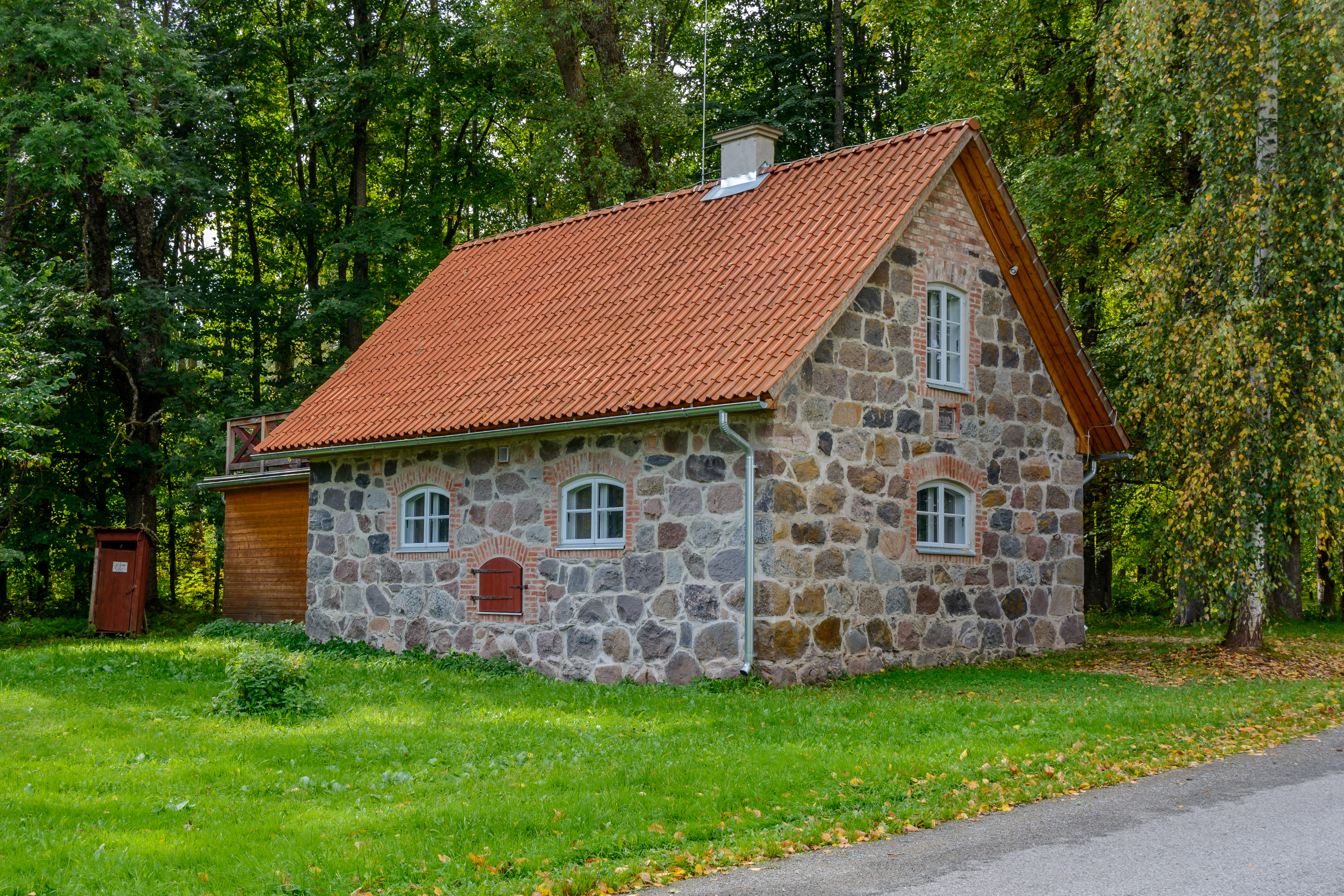
Допоміжна будівля